# Ясни
Ясни (на руски: Я́сный) е град в Русия, административен център на Ясненски район, Оренбургска област. Населението му към 1 януари 2018 година е 15 573 души.

## География
Градът разположен на 502 км югоизточно от Оренбург. В близост до града се намира космическата база за изстрелване на космически ракети „Домбаровски“.

## История
Ясни е нов град, основан е през 1961 г. Получава статут на селище от градски тип през 1962 г., а градски статут – през 1979 г.

## Население
По данни от преброявания на населението през 2002 г. градът наброява 18 545 жители, а през 1989 г. – 26 587 души.